# Seishiro Endo
Seishiro Endo (遠藤征四郎; r. 1942.), japanski majstor borilačkih vještina. Izravni je učenik Moriheija Ueshibe. Nositelj je 8. Dana u aikidu.

## Aikido
Vježbao je u Hombu dojo-u kod učitelja, među kojima su bili, Yamaguchi Seigo, Hiroshi Tada, Mitsunari Kanai i Yasuo Kobayashi. Kad je Endo imao 30 godina, iščašio je desno rame. Prema intervjuu, taj ga je događaj doveo do njegove prekretnice u vježbanju aikida. Nakon ozljede, Yamaguchi Seigo ga je pitao: "Baviš se aikidom već 10 godina, sada imaš na raspolaganju samo lijevu ruku, što ćeš učiniti?" To je potaknulo Enda da slijedi drugačiji smjer u svome aikidu. Njegov aikido je na kraju postao puno mekši i više baziran na kontaktima.
Seishiro Endo uglavnom podučava principe kako se povezati s partnerom i kako se slobodno kretati. Manji je fokus na učenju velikog broja tehnika. Naglašava da svaki učenik mora potvrditi svoj osjećaj tijekom svakog dijela vježbe ili tehnike. Često govori o koncentraciji ki-ja, opuštanju gornjeg dijela tijela, fleksibilnom pokretu i smirenosti uma u svakom trenutku. Potiče svoje učenike da istražuju i da ne prihvaćaju stvari koje se uče bez da to sami potvrde.
U svome rodnom gradu Saku je 1993. godine osnovao Aikido Saku Dojo. Redovito održava međunarodne demonstracije i seminare, u zemljama kao što su: Finska, Švedska, Kanada, Sjedinjene Američke Države, Češka, Belgija, Njemačka, Slovačka, Rusija, Francuska, Lihtenštajn, Kina, Austrijal, Mađarska i Španjolska.

## Djela
Nakon otvaranja vlastitog dojo-a, Endo je počeo dokumentirati svoj aikido kroz seriju DVD-ova pod imenom WayMastery Store. Neki od videozapisa pokrivaju određena osnovna načela, dok drugi istražuju kako se nositi s određenim napadom. Objavljena je i posebna serija DVD-a koji prikazuju njegova predavanja na seminarima u inozemstvu.

### DVD-ovi s osnovnim aikido tehnikama
- Kihon no Kata
- Atari and Musubi
- Sabaki and Tsukai

### DVD-ovi osnovnih metoda praktikovanja tehnika
- Katate-dori
- Shomen-uchi. Basic Practice Methods.
- Yokomen-uchi
- Suwari-waza Kokyuho, Ryote-dori
- Morote-dori, Ushiro-ryote-dori

### DVD-ovi aikido seminara
- Seminar in Washington, D.C.
- Stillness and Movement as One and Two-Attacker Practice

## Vanjske povezice
- Biography of Seishiro Endo  Arhivirana inačica izvorne stranice od 22. listopada 2018. (Wayback Machine)